# Úřad
Úřadem se v českém právu rozumí zpravidla správní úřad. V teorii však může být obsah tohoto pojmu širší a zahrnovat i další orgány veřejné moci, jako např. policii nebo i soudy.

## Různé významy pojmu úřad

### Funkční pojetí
Dle prvního, funkčního pojetí se jím rozumí okruh záležitostí přiřazených nějaké organizační jednotce nebo orgánu jako jejich působnost. Tuto působnost pak vykonávají vždy fyzické osoby jako monokratické orgány (např. prezident republiky) nebo kolegiální orgány (např. vláda).

### Institucionální pojetí
Druhé, instituciální pojetí chápe pojmem úřad obecné označení organizační jednotky, které je přikázána jistá věcná a územní působnost.

### Pojetí pomocného útvaru
Třetí pojetí pomocného útvaru odkazuje na soubor osob přidělených určitému orgánu na pomoc při výkonu jeho agendy. Tento soubor osob tvoří organizační jednotku bez vrchnostenské pravomoci vydávat normativní nebo individuální právní akty (např. Kancelář prezidenta republiky).